# Adam Johnson (cầu thủ bóng đá)
Adam Johnson (sinh ngày 14 tháng 7 năm 1987 tại Easington, County Durham, Anh) là cầu thủ bóng đá người Anh. Là sản phẩm của học viện đào tạo trẻ Middlesbrough, Johnson đã thi đấu cho Middlesbrough 94 trận và có thời gian thi đấu theo hợp đồng cho mượn tại Leeds United và Watford trước khi chuyển đến Manchester City vào tháng 2 năm 2010. Anh quay trở về thi đấu cho đội bóng quê hương Sunderland vào năm 2012 với giá 10 triệu £. Johnson cũng từng thi đấu 12 trận cho Đội tuyển bóng đá quốc gia Anh.
Ngày 11 tháng 2 năm 2016, tại Tòa án Hoàng gia Bradford, Adam Johnson thừa nhận 2 tội danh xâm phạm tình dục trẻ em và đối mặt với án tù giam tối thiểu 2 năm. Lập tức câu lạc bộ Sunderland và nhà tài trợ Adidas đã chấm dứt hợp đồng với thủ này.

## Tuổi thơ
Johnson sinh ra trong một gia đình là cổ động viên của Sunderland. Lớn lên, anh chuyển sang ủng hộ Manchester United và ngưỡng mộ Ryan Giggs. Johnson sau này được huấn luyện viên Stuart Pearce và Roberto Mancini so sánh với Giggs. Sau khi chứng kiến Johnson ghi 2 bàn trong một trận đấu trường học 7 người ở Wembley, tiền vệ nổi tiếng Johnny Haynes đã khen ngợi "anh là một cầu thủ trẻ tuyệt vời và có chân trái rất dễ thương."
Johnson từng thi đấu cho câu lạc bộ Cleveland Juniors và đội bóng đá trường Easington.

## Sự nghiệp thi đấu câu lạc bộ

### Middlesbrough
Mặc dù sinh ra tại Sunderland, Johnson đã gia nhập học viện đào tạo cầu thủ trẻ của Middlesbrough sau khi rời khỏi học viện của Newcastle United (nơi anh theo học từ năm 10 đến 12 tuổi) và được các tuyển trạch viên của Boro phát hiện trong một trận đấu tại trường. Anh cùng với các đồng đội David Wheater, Tony McMahon và Andrew Taylor giành chức vô địch Giải trẻ Cúp FA 2003–04. Ngày 17 tháng 3 năm 2005, ở tuổi 17, anh có trận đấu đầu tiên cho câu lạc bộ trong trận thua 1–0 trước Sporting Lisbon tại cúp UEFA. 6 tháng sau, anh có trận đấu đầu tiên tại Premier League và được ra sân ngay từ đầu trong chiến thắng 2-1 trước Arsenal khi mà Stewart Downing chấn thương.
Nửa đầu mùa giải 2005–06, anh thường xuyên phải ngồi ghế dự bị và chỉ được ra sân trong các trận đấu ở cúp UEFA. Johnson có trận đấu thứ hai vào sân từ đầu trận trong chiến thắng 2-0 trước Litex Lovech ngày 15 tháng 12 và có đường chuyền để Massimo Maccarone mở tỉ số. Trong giai đoạn còn lại của mùa giải, anh được ra sân thường xuyên hơn và chủ yếu là dự bị cho Downing. Bàn thắng đầu tiên của Johnson cho Middlesbrough đến trong trận đấu với Bolton Wanderers ngày 3 tháng 5 năm 2006, trong trận đấu mà huấn luyện viên Steve McClaren cất phần lớn đội hình chính thức chuẩn bị cho trận đấu chung kết cúp UEFA. Ngày 30 tháng 6, anh được gia hạn hợp đồng với câu lạc bộ thêm 4 năm.

### Leeds United
Ngày 16 tháng 10 năm 2006, Johnson gia nhập Leeds United theo bản hợp đồng cho mượn có thời hạn 1 tháng nhưng thời điểm này Leeds đang gặp nhiều khó khăn ở Championship nên Johnson không có nhiều cơ hội để thể hiện dù được bầu chọn là cầu thủ xuất sắc nhất ngay trận đấu đầu tiên. Sau khi thi đấu 5 trận theo hợp đồng cho mượn 1 tháng, Johnson trở lại Middlesbrough sau khi Leeds quyết định không gia hạn hợp đồng mượn. Giai đoạn còn lại của mùa giải, anh chỉ được ra sân 16 trận nhưng được bầu là Cầu thủ xuất sắc nhất trận đấu tại vòng 4 Cúp FA với Bristol City.

### Watford
Tháng 9 năm 2007, Johnson gia nhập câu lạc bộ tại Championship là Watford theo hợp đồng cho mượn có thời hạn ba tháng. Tại đây, anh đã thi đấu 12 trận, ghi được 5 bàn trước khi được Middlesbrough gọi trở về sớm hơn thời hạn hợp đồng do phong độ ấn tượng của anh.

### Trở lại Middlesbrough

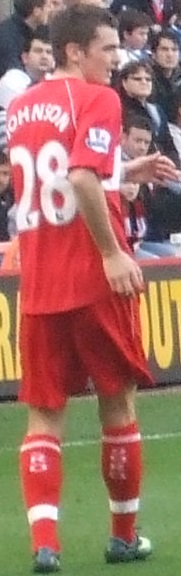
Johnson thi đấu cho Middlesbrough vào năm 2008

Trong trận đấu cuối cùng của mùa giải 2007-08, ngay sau khi được vào sân từ băng ghế dự bị, Johnson đã ghi bàn trong chiến thắng 8-1 của Boro trước Manchester City. Trong mùa giải 2008–09, anh đóng vai trò dự bị cho Downing. Phong độ của Johnson giúp anh nhận được nhiều sự quan tâm của các câu lạc bộ khác tại Premier League Huấn luyện viên của Middlesbrough đã khẳng định không bán Johnson vào kỳ chuyển nhượng mùa hè 2009 dù anh từ chối ký hợp đồng mới và hợp đồng cũ của anh sẽ hết hạn vào cuối mùa bóng 2009-10. Sau khi Downing chuyển đến Aston Villa, Johnson trở thành trụ cột của Middlesbrough và đã ghi ba bàn thắng trong năm trận đấu đầu tiên của mùa giải 2009-10.
Chỉ trong nửa đầu mùa giải, anh đã ghi đến tám bàn thắng và dẫn đầu danh sách ghi bàn của Boro khiến cho huấn luyện viên Gordon Strachan phải lo ngại về sự phụ thuộc của đội vào phong độ ghi bàn của anh. Ngày 13 tháng 12, anh bị chấn thương gân kheo trong trận thua 1-0 trước Cardiff City. Ngày 26 tháng 1, anh có cú đúp thứ ba trong mùa giải và là cầu thủ xuất sắc nhất trong chiến thắng 4-1 trước Doncaster Rovers.
Johnson rời Boro trong kỳ chuyển nhượng mùa đông 2009-10 sau khi có 96 trận đấu cho câu lạc bộ này và 13 bàn thắng kể từ năm 2005.

### Manchester City
Khi kỳ chuyển nhượng mùa đông mở cửa, Johnson trở thành mục tiêu chuyển nhượng của nhiều câu lạc bộ trong đó có Manchester City. Ngày 1 tháng 2 năm 2010, Man City đã ký hợp đồng với anh, phí chuyển nhượng 8 triệu bảng và bản hợp đồng có thời hạn 4 năm rưỡi. Anh có trận đấu đầu tiên cho Man City vào ngày 6 tháng 2, vào sân thay cho Stephen Ireland trong trận gặp Hull City. Ba ngày sau, anh được ra sân ngay từ đầu trong trận đấu với Bolton Wanderers, cùng với Carlos Tevez và Emmanuel Adebayor hợp thành bộ ba tấn công, sau trận đấu anh được đánh giá là cầu thủ xuất sắc nhất trận.
Johnson có bàn thắng đầu tiên cho Man City trong trận đấu với Sunderland khi mà pha treo bóng của bay vòng cung rồi rót vào góc chữ A đi vào lưới ở phút 92 của trận đấu giúp Man City có được 1 điểm. Phong độ ấn tượng đã giúp anh được huấn luyện viên Fabio Capello gọi vào đội tuyển Anh. Ngày 3 tháng 10, đúng 3 phút sau khi được tung vào sân thay Gareth Barry, Johnson có pha xử lý bóng kỹ thuật, loại bỏ hai hậu vệ Newcastle trước khi tung cú sút hiểm hóc ấn định chiến thắng 2-1 cho Man City. Sau đó, tại UEFA Europa League, vào ngày 1 tháng 12, nhận bóng từ Adebayor, anh đi bóng qua ba hậu vệ Red Bull Salzburg rồi dứt điểm chính xác ấn định tỷ số 3-0 cho Man City.
Vào ngày đầu năm, anh đã ghi bàn thắng duy nhất trong chiến thắng 1-0 của Manchester City trước Blackpool và tặng bàn thắng này cho người bạn thân là thủ môn Dale Roberts, người đã tự sát vào ngày 14 tháng 12 năm 2010. Anh kết thúc mùa giải 2010-11 bằng danh hiệu đầu tiên trong sự nghiệp là chức vô địch Cúp FA.
Anh ghi bàn thắng đầu tiên trong mùa giải 2011-12 trong chiến thắng 4-0 trước Blackburn Rovers tại Ewood Park. Trận đấu tiếp theo với Aston Villa, anh tiếp tục ghi bàn. Ngày 26 tháng 10 năm 2011, anh có một bàn thắng và một pha kiến tạo trong trận thắng Wolverhampton Wanderers 5–2 tại League Cup. Ba ngày sau, anh lại ghi bàn vào lưới Wolves, lần này là trong chiến thắng 3–1 tại Giải ngoại hạng Anh. Anh vào sân thay người trong chiến thắng 5-1 trước Norwich City và có bàn thắng thứ năm trong mùa giải. Ngày 14 tháng 4, anh lại ghi bàn vào lưới Norwich, lần này là trong chiến thắng 6-1. Johnson kết thúc mùa giải với 26 trận đấu tại Premier League và cùng Man xanh giành danh hiệu vô địch ngay trong ngày cuối cùng của mùa giải.
Tại Manchester City, Johnson có tổng cộng 15 bàn thắng trong 97 trận đấu nhưng 43 trận trong số đó, anh vào sân từ băng ghế dự bị do không thể có được vị trí chính thức trong đội hình của huấn luyện viên Roberto Mancini.

### Sunderland
Ngày 24 tháng 8 năm 2012, câu lạc bộ Sunderland đã ký hợp đồng có thời hạn bốn năm với Johnson, phí chuyển nhượng 10 triệu £. Ngày 28 tháng 8, Johnson có trận đấu đầu tiên cho Sunderland trong chiến thắng 2-0 trước đội bóng hạng dưới Morecambe trong khuôn khổ League Cup và đã có hai pha kiến tạo. Bàn thắng đầu tiên của anh cho Sunderland đến trong trận thua Everton 1-2 ngày 10 tháng 11. Bàn thắng tiếp theo là trong trận thua Chelsea 3-1 trên sân nhà. Trong Ngày tặng quà năm 2012, Johnson ghi bàn thắng duy nhất, giúp Sunderland đánh bại đội bóng cũ Manchester City 1-0.
Bàn thắng đầu tiên của Johnson trong mùa giải 2013–14 diễn ra trong trận đấu League Cup với MK Dons, trận đấu mà Sunderland đã ghi bốn bàn trong 12 phút để giành chiến thắng 4–2. Sau khi để mất vị trí trong đội hình chính thức, anh trở lại ấn tượng trong trận đấu vòng ba Cúp FA với Carlisle với pha ghi bàn từ quả đá phạt và góp công trong hai bàn còn lại giúp Sunderland thắng 3–1. Hai ngày sau, anh vào sân từ băng ghế dự bị trong trận bán kết lượt đi League Cup và đem về quả phạt đền giúp cho Fabio Borini ghi bàn ấn định chiến thắng 2-1 trước Manchester United, giúp anh nhận được lời khen từ huấn luyện viên Gus Poyet. Ngày 11 tháng 1 năm 2014, anh có hat-trick đầu tiên trong sự nghiệp và còn kiến tạo cho Ki Sung-Yueng ghi bàn giúp Sunderland đánh bại Fulham 4-1. Phong độ tuyệt vời của Johnson trong tháng 1 năm 2014 với 5 bàn/3 trận giúp anh giành được danh hiệu cầu thủ xuất sắc nhất trong tháng của Giải bóng đá ngoại hạng Anh.

## Sự nghiệp thi đấu đội tuyển quốc gia
Từng là cựu cầu thủ của đội tuyển U-19 Anh, Johnson được gọi vào đội tuyển U-21 Anh thi đấu Giải vô địch U-21 châu Âu 2009 tại Thụy Điển. Tại vòng loại, anh ghi được một bàn vào lưới U-21 Bồ Đào Nha và 1 bàn trong trận play-off thắng U-21 Wales 5-4. Anh ra sân trong cả ba trận đấu vòng bảng và được chọn là cầu thủ xuất sắc nhất trong trận hoà 1-1 với U-21 Đức ở lượt trận cuối vòng bảng. Chung cuộc, tuyển Anh để thua U-21 Đức 4-0 trong trận chung kết.
Cuối tháng 2 năm 2010, Johnson lần đầu được huấn luyện viên Fabio Capello chọn vào danh sách 30 cầu thủ chuẩn bị cho trận giao hữu với Ai Cập nhưng sau đó đó đã không có tên trong 23 cầu thủ chính thức.
Tháng 5 năm 2010, Capello điền tên Johnson vào danh sách sơ bộ 30 cầu thủ Anh dự kiến tham dự World Cup 2010 tại Nam Phi. Johnson có trận đấu đầu tiên trong màu áo đội tuyển trong trận giao hữu thắng Mexico 3-1 ngày 24 tháng 5 trên sân Wembley, khi vào sân thay cho James Milner. Ngày 1 tháng 6, Capello thông báo danh sách 23 cầu thủ chính thức và Johnson đã không có tên trong danh sách này.
Ngày 11 tháng 8, Johnson thi đấu trọn vẹn 90 phút trong trận đấu với Hungary tại sân Wembley trong khuôn khổ vòng loại Euro 2012. Anh ghi bàn thắng đầu tiên cho đội tuyển trong chiến thắng 4-0 trước Bulgaria ngày 3 tháng 9. Bàn thắng thứ hai đến bốn ngày sau đó trong chiến thắng 3-1 trước Thụy Sĩ khi anh vào sân thay cho Theo Walcott bị chấn thương.

## Danh hiệu

### Câu lạc bộ
Middlesbrough
- Vô địch Giải trẻ cúp FA: 2003-04

Manchester City
- Premier League (1): 2011–12
- Cúp FA (1): 2010–11
- FA Community Shield (1): 2012

### Quốc tế
U-21 Anh
- Á quân Giải vô địch bóng đá U-21 châu Âu: 2009

### Cá nhân
- Cầu thủ xuất sắc nhất trong tháng của Giải bóng đá ngoại hạng Anh (1): tháng 1 năm 2014

## Thống kê sự nghiệp

### Câu lạc bộ
Tính đến 25 tháng 10 năm 2015.
| Câu lạc bộ                | Giải đấu                  | Mùa bóng                  | Giải quốc gia | Giải quốc gia | Cúp quốc gia | Cúp quốc gia | League Cup | League Cup | Châu Âu | Châu Âu   | Tổng cộng | Tổng cộng |
| Câu lạc bộ                | Giải đấu                  | Mùa bóng                  | Số trận       | Bàn thắng     | Số trận      | Bàn thắng    | Số trận    | Bàn thắng  | Số trận | Bàn thắng | Số trận   | Bàn thắng |
| ------------------------- | ------------------------- | ------------------------- | ------------- | ------------- | ------------ | ------------ | ---------- | ---------- | ------- | --------- | --------- | --------- |
| Middlesbrough             | Premier League            | 2004–05                   | 0             | 0             | 0            | 0            | 0          | 0          | 1       | 0         | 1         | 0         |
| Middlesbrough             | Premier League            | 2005–06                   | 13            | 1             | 1            | 0            | 1          | 0          | 3       | 0         | 18        | 1         |
| Middlesbrough             | Premier League            | 2006–07                   | 12            | 0             | 3            | 0            | 1          | 0          | 0       | 0         | 16        | 0         |
| Leeds United (mượn)       | Championship              | 2006–07                   | 4             | 0             | 0            | 0            | 0          | 0          | -       | -         | 4         | 0         |
| Middlesbrough             | Premier League            | 2007–08                   | 19            | 1             | 4            | 0            | 1          | 0          | 0       | 0         | 24        | 1         |
| Watford (mượn)            | Championship              | 2007–08                   | 12            | 5             | 0            | 0            | 0          | 0          | -       | -         | 12        | 5         |
| Middlesbrough             | Premier League            | 2008–09                   | 26            | 0             | 5            | 0            | 2          | 2          | -       | -         | 33        | 2         |
| Tổng cộng Middlesbrough   | Tổng cộng Middlesbrough   | Tổng cộng Middlesbrough   | 96            | 13            | 14           | 0            | 6          | 3          | 4       | -         | 120       | 16        |
| Manchester City           | Premier League            | 2009–10                   | 16            | 1             | -            | -            | -          | -          | -       | -         | 16        | 1         |
| Manchester City           | Premier League            | 2010–11                   | 31            | 4             | 4            | 1            | 1          | 0          | 7       | 2         | 43        | 7         |
| Manchester City           | Premier League            | 2011–12                   | 26            | 6             | 1            | 0            | 4          | 1          | 7       | 0         | 38        | 7         |
| Tổng cộng Manchester City | Tổng cộng Manchester City | Tổng cộng Manchester City | 73            | 11            | 5            | 1            | 5          | 1          | 14      | 2         | 97        | 15        |
| Sunderland                | Premier League            | 2012–13                   | 35            | 5             | 2            | 0            | 3          | 0          | –       | –         | 40        | 5         |
| Sunderland                | Premier League            | 2013–14                   | 36            | 8             | 2            | 1            | 7          | 1          | –       | –         | 45        | 10        |
| Sunderland                | Premier League            | 2014–15                   | 32            | 4             | 2            | 0            | 2          | 1          | –       | –         | 36        | 5         |
| Sunderland                | Premier League            | 2015–16                   | 6             | 1             | 0            | 0            | 1          | 0          | –       | –         | 7         | 1         |
| Tổng cộng Sunderland      | Tổng cộng Sunderland      | Tổng cộng Sunderland      | 109           | 18            | 6            | 1            | 13         | 2          | 0       | 0         | 128       | 21        |
| Tổng cộng sự nghiệp       | Tổng cộng sự nghiệp       | Tổng cộng sự nghiệp       | 295           | 47            | 25           | 2            | 24         | 6          | 18      | 2         | 362       | 57        |

### Bàn thắng cho đội tuyển quốc gia
| #  | Ngày               | Địa điểm                          | Đối thủ  | Bàn thắng | Kết quả | Giải đấu            |
| -- | ------------------ | --------------------------------- | -------- | --------- | ------- | ------------------- |
| 1. | 3 tháng 9 năm 2010 | Sân vận động Wembley, London, Anh | Bulgaria | 3 – 0     | 4 – 0   | Vòng loại Euro 2012 |
| 2. | 7 tháng 9 năm 2010 | St. Jakob-Park, Basel, Thụy Sĩ    | Thụy Sĩ  | 2 – 0     | 3 – 1   | Vòng loại Euro 2012 |